# 川勝徳重
川勝 徳重（かわかつ とくしげ、1992年 - ）は、日本の漫画家・漫画評論家。東京都出身。

## 来歴
1992年、東京都に生まれる。2011年、『幻燈』（北冬書房）誌上でデビュー。
セミ書房のマンガ同人雑誌『架空』の編集、執筆に関わる。山田参助の『あれよ星屑』のアシスタントを務めていた。
2016年1月24日に高円寺の円盤にて開催されたトークイベント「漫画烈伝―ガロとその時代 第八回ガロ点鬼簿2 追悼・水木しげる」にゲストとして参加。
2016年9月、「トーチweb」（リイド社）に「電話・睡眠・音楽」を発表して以来、短編を断続的に寄稿している。
2016年10月13日から25日に東京都国立のギャラリービブリオにて開催された『幻燈』の展覧会に参加。
2018年3月、上記作品で第21回文化庁メディア芸術祭審査委員会推薦作品に選ばれた。
2018年9月30日に東京都中野のまんだらけ海馬にて『電話・睡眠・音楽』の単行本発売を記念してトークイベントを開催。同年10月1日に誠光社にて複製画展を実施。同年10月14日に京都府のDeまちにてバンド・本日休演とともに「川勝徳重×本日休演 トーク＆ライヴ」を開催。
2019年3月、単行本『電話・睡眠・音楽』も第22回文化庁メディア芸術祭審査委員会推薦作品に選出された。
2024年12月、雑誌『フリースタイル』が発表した『THE BEST MANGA 2025 このマンガを読め!』において、『痩我慢の説』（藤枝静男原作、川勝徳重作画、リイド社刊行）が第一位に選ばれた。

## 著作
- 『十代劇画作品集』（セミ書房、2012年）
- 『電話・睡眠・音楽』（リイド社、2018年9月26日発売[9]）ISBN 978-4-8458-6001-2
- 『恐怖と奇想 現代マンガ選集』 (編集担当、ちくま文庫、2020/11/12）
- 『アントロポセンの犬泥棒 川勝徳重短編劇画集成2021』（リイド社、2021年9月10日発売[11]）ISBN 978-4-8458-6102-6
- 『痩我慢の説』（藤枝静男原作、リイド社 (トーチコミックス) 2024/8/30）

## 漫画作品年表
2010年
- 本の話　(架空6号、7月)
- 縁の下の蝸牛　(架空8・10・13号、9月・11月・2012年6月)

2011年
- 福助小噺　(幻冬12号、11月)

2012年
- 遺言状　(『十代劇画作品集』書き下ろし、7月)
- 白夜　(『十代劇画作品集』書き下ろし、7月)
- 夢応の鯉魚　(三角星①、8月)

2013年
- 道成寺 (三角星②、4月)
- 妻の遺骨　(メタポゾン10号、11月)

2014年
- 首猫島　(怪奇短編劇画集　蝸牛 創刊号、7月)
- 蝦蟇 (三角星③、7月)

2015年
- 漫画随筆　震災後の劉生　(トーキングヘッズ叢書no.62、5月)
- 昭和我楽多万歳記　(架空14号、5月)
- 無題(赤瀬川原平論) (架空14号、5月)
- 残酷繪物語　河童眼球譚　(怪奇　グロテスク　創刊号、11月)

2016年
- 電話・睡眠・音楽　(トーチweb、9月)

2017年
- 赤塚藤雄の頃　(スペクテイター38号、1月)
- 冬の池袋、午後5時から6時まで　(SWITCH、2月号)
- 不憫な奴　(架空15号、5月)
- 龍神抄　(架空16号、5月)
- 徳富重耕の死　(COMIC乱、7月号)
- 先が見えない　(トーチweb、7月)
- 西新宿五丁目のシェアハウスでオレたちゃ平和だぜ　(クイック・ジャパン132号、7月号)
- 薄雪　(幻燈14号、9月)
- 輪唱　(トーチweb、10月・11月・2018年1月)
- お葬式　(ホラーコミック　レザレクションvol.1、11月)

2018年
- 金のなるき　(コミック乱、3月号)
- DISCORD (kuš!、8月)

2019年
- 犬泥棒　(著者のnoteにて公開、9月)
- 出歯亀奇太郎断頭奇譚 (コミック乱、12月号)

2020年
- リヤドロの置物　(著者のtwitterにて公開、5月)
- 吝嗇女房改悛繪話　柳が泣いている　(怪奇短編劇画集　蝸牛 第2集、10月)
- 野豚物語　(トーチweb、7月)
- 美しいひと　(トーチweb、7月)
- 多重露光　(トーチweb、8月)

2021年
- 換気扇　(Tire Of No.1、2月)
- ロイコクロリディウムの恐怖　(トーチweb、2月)

2024年
- 痩我慢の説　(藤枝静男原作、トーチweb、3月-6月)

2025年
- 緑の光線　(MANGARCHITECTURE 建築家の不在、1月)
- 漫画 湯布院奇行（燃え殻 原作、講談社、群像Web 2025/6/16 - 連載中）[12]

## 編集
- 『漫画雑誌 架空』14号 - 16号（セミ書房、2015年、2017年[13]）※15号装画は斎藤潤一郎
- 餌食姫『魔界ぐるぐる巡り どんぶらこ編』（おかめ書房、2015年）※装画は呪みちる
- 『グロテスク怪奇』創刊号（セミ書房、2016年）※レインボー祐太との共著
- 『怪奇劇画短編集 蝸牛』[14]1 - 2号（セミ書房、2014年、2020年）
- 『現代マンガ選集＜恐怖と奇想＞』（ちくま文庫、2020年）
- 『フランケンシュタインの男』（川島のりかず著、マガジンハウス、2022年）

## 装画・装丁（音盤・書籍ほか）
- ヘトミ「Funky 恐山」CD、装画・デザイン、2015年
- PIZZICATO ONE「わたくしの二十世紀」アナログ盤、装画、2016年[15]
- Mogsan「月と健康」CD、装画・デザイン、2017年
- 向井豊昭『向井豊昭小説選 骨踊り』（幻戯書房）装画・装幀、2019年
- 鈴木ちはね『予言』（書肆侃侃房）装画、2020年